# Keude Tanjong (Kaway XVI)
Keude Tanjong is een bestuurslaag in het regentschap Aceh Barat van de provincie Atjeh, Indonesië. Keude Tanjong telt 390 inwoners (volkstelling 2010).